# Csárdás József
Csárdás József (Budapest, 1925 – Sydney, 2007. május 6.) labdarúgó, hátvéd.

## Pályafutása
A MAFC csapatában kezdte a labdarúgást. Első edzője Háda József volt. Nagyon fiatalon szerepelt először az NB III-as felnőtt csapatban. A második világháború idején az NB II-es Zenta játékosa volt, ahol Markos Imre volt a vezetőedző. A háború végén családjával Németországba menekült és a bajorországi Osterhofen másodosztályú csapatában játszott. 1947-ben tért haza. 1947 és 1950 között a Debreceni VSC, 1950 és 1952 között a Győri Vasas ETO középhátvédjeként szerepelt az NB I-ben. Az élvonalban 1948. május 6-án mutatkozott be a Szegedi AK ellen, ahol csapata 1–0-s vereséget szenvedett. Összesen 57 élvonalbeli bajnoki mérkőzésen szerepelt. 1953-ban Komlóra kellett szerződnie a másodosztályú Komló Bányászhoz. Itt érte az 1956-os forradalom. Csárdás külföldre távozott és Ausztráliában telepedett le. Itt is folytatta labdarúgó pályafutását. Először a Hakoa, majd a St. George Budapest csapatában szerepelt. 1965-ben fejezte be az aktív sportot.

## Sikerei, díjai
- Magyar bajnokság
  - 6.: 1952